# Stephen Brewster
Stephen Brewster (* 25. März 1967) ist ein britischer Informatiker und Professor für Mensch-Computer-Interaktion im Department für Computing Science an der Universität Glasgow, U.K.
Seine Forschungsinteressen liegen im Bereich multimodaler Nutzungsschnittstellen, Akustik, Haptik und Gesten. Brewster erhielt seinen Doktorgrad von der Universität York. Er organisierte mehrfach die Conference on Human-Computer Interaction with Mobile Devices and Services (MobileHCI) und trug zu zahlreichen wissenschaftlichen Büchern bei.